# Clayton Keller
Clayton Keller (* 29. Juli 1998 in Chesterfield, Missouri) ist ein US-amerikanischer Eishockeyspieler, der seit Juni 2024 bei den Utah Mammoth in der National Hockey League unter Vertrag steht und das Team seit Oktober 2024 als Mannschaftskapitän anführt. Zuvor war der Center sieben Jahre für die Arizona Coyotes aktiv, die ihn im NHL Entry Draft 2016 an siebter Position ausgewählt hatten. Bei der Weltmeisterschaft 2025 gewann Keller mit der Nationalmannschaft der Vereinigten Staaten die Goldmedaille.

## Karriere

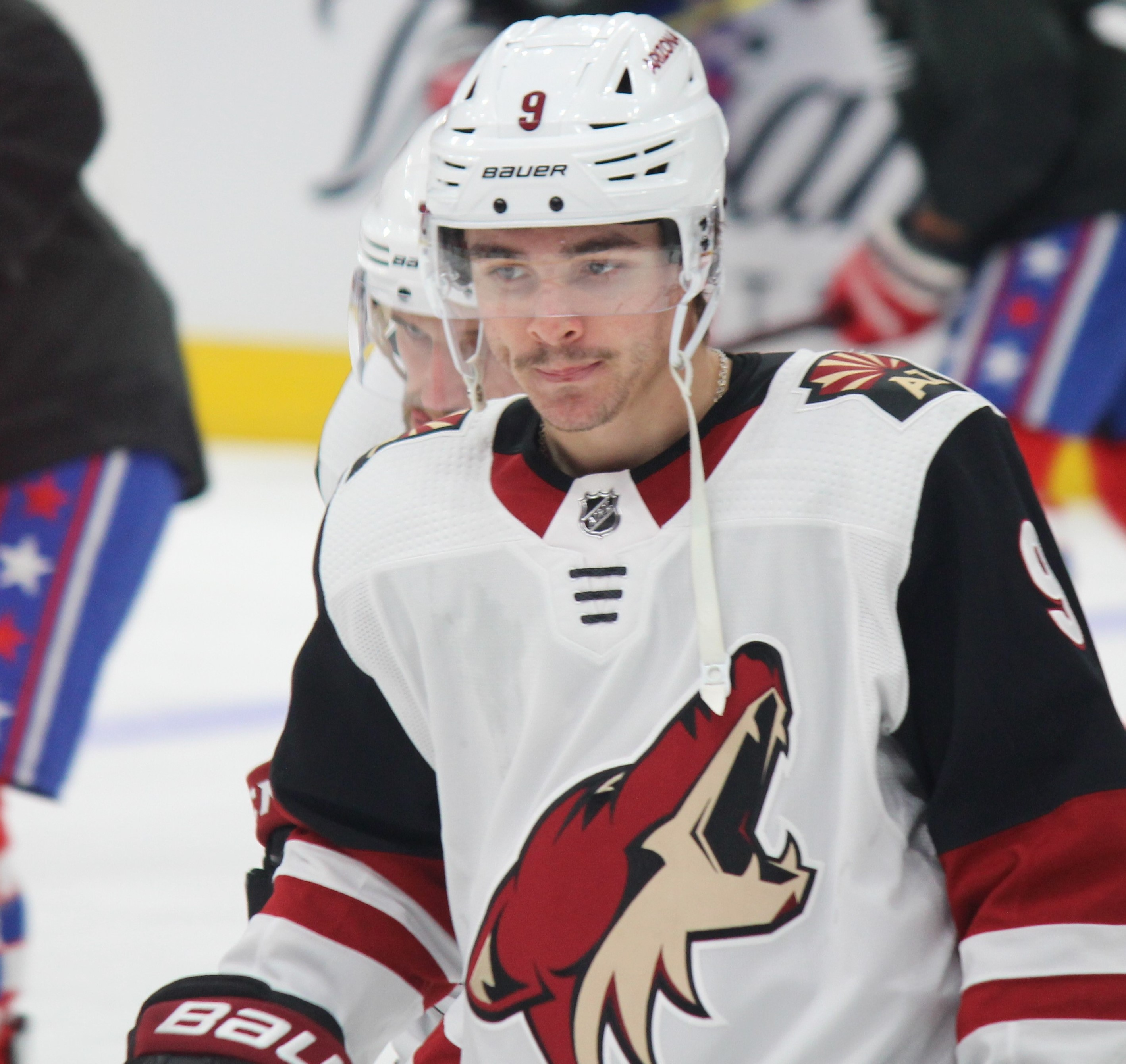
Keller im Trikot der Arizona Coyotes (2019)

Clayton Keller wurde in Chesterfield geboren, wuchs allerdings in Swansea im angrenzenden Bundesstaat Illinois auf. In seiner Jugend spielte er unter anderem für die St. Louis Junior Blues, bevor der Angreifer im Jahre 2012 an das prestigeträchtige Internat Shattuck-Saint Mary’s wechselte. Dort war er zwei Jahre in regionalen Highschool-Ligen aktiv, bevor er zur Saison 2014/15 ins USA Hockey National Team Development Program (NTDP), die zentrale Talenteschmiede des US-amerikanischen Eishockeyverbands USA Hockey, aufgenommen wurde. Mit den Junioren-Auswahlen des NTDP nahm Keller fortan am Spielbetrieb der United States Hockey League (USHL) teil, der höchsten Juniorenliga der Vereinigten Staaten, und vertrat sein Heimatland parallel dazu regelmäßig auf internationalem Niveau, da die Teams des NTDP auch als Nachwuchs-Nationalmannschaften fungieren. So gewann der Mittelstürmer im Laufe der kommenden zwei Jahre eine Silbermedaille bei der World U-17 Hockey Challenge 2014 sowie eine Gold- und eine Bronzemedaille bei den U18-Weltmeisterschaften 2015 und 2016. Nach seinem zweiten Jahre im NTDP, nach dem er aus dem Programm aus Altersgründen ausschied, wählten ihn die Arizona Coyotes im NHL Entry Draft 2016 an siebter Position aus.
Anschließend entschied sich Keller vorerst ein Studium an der Boston University zu beginnen, sodass er fortan für deren Eishockey-Team, die Terriers, in der Hockey East auflief. Als Freshman kam er dabei auf 45 Scorerpunkte in 31 Spielen und wurde in der Folge als Rookie des Jahres ausgezeichnet sowie ins All-Rookie Team und Second All-Star Team der Hockey East gewählt. Direkt nach dem Ende der College-Saison unterzeichnete Keller im März 2017 einen Einstiegsvertrag bei den Arizona Coyotes und gab wenige Tage später sein Debüt in der National Hockey League (NHL). Nach dem Ende der Spielzeit debütierte Keller auch für die A-Nationalmannschaft der USA, als er mit dem Team bei der Weltmeisterschaft 2017 den fünften Platz belegte. Mit Beginn der Spielzeit 2017/18 etablierte sich der Angreifer im NHL-Aufgebot der Coyotes, führte mit 15 Punkten im Monat Oktober sein Team sowie alle Rookies der Liga an und wurde infolgedessen als NHL-Rookie des Monats ausgezeichnet. Im März 2018 erhielt er die Auszeichnung erneut, bevor er die Spielzeit schließlich mit 65 Punkten auf Rang zwei der Rookie-Scorerliste beendete und ins NHL All-Rookie Team gewählt wurde. Zugleich stellte er damit einen neuen Team-Rekord für Punkte eines Rookies auf und führte die Coyotes in Toren, Vorlagen (gemeinsam mit Derek Stepan) und Punkten an. Außerdem wurde er gemeinsam mit Mathew Barzal und Brock Boeser als Finalist für die Calder Memorial Trophy als Rookie des Jahres nominiert, die in der Folge allerdings Barzal gewann.
Zwar konnte Keller seine Leistung aus dem Vorjahr in der Spielzeit 2018/19 nicht bestätigen, jedoch unterzeichnete er im August 2019 einen neuen Achtjahresvertrag in Arizona. Dieser soll ihm ein durchschnittliches Jahresgehalt von 7,15 Millionen US-Dollar einbringen. In der Saison 2022/23 steigerte der Angreifer seine persönliche Statistik dann noch einmal deutlich auf 86 Punkte aus 82 Spielen und erreichte somit erstmals einen Punkteschnitt von über 1,0 pro Spiel. Darüber hinaus egalisierte er den Teamrekord der Coyotes, den Keith Tkachuk mit ebenfalls 86 Punkten in der Spielzeit 1996/97 aufgestellt hatte. Mit den Coyotes vollzog er nach der Saison 2023/24 den Umzug nach Salt Lake City, wo er fortan für den Utah Hockey Club aktiv ist, der seit Mai 2025 als Utah Mammoth firmiert. Das neu gegründete Team stellte ihn im Oktober 2024 als ersten Mannschaftskapitän vor, ehe er die Debütsaison mit einer neuen persönlichen Bestleistung von 90 Scorerpunkten beendete.

## Erfolge und Auszeichnungen
| - 2017 Hockey East Second All-Star Team - 2017 Hockey East Rookie of the Year - 2017 Hockey East All-Rookie Team - 2017 Tim Taylor Award - 2017 NHL-Rookie des Monats Oktober - 2018 NHL-Rookie des Monats März | - 2018 NHL All-Rookie Team - 2019 Teilnahme am NHL All-Star Game - 2022 Teilnahme am NHL All-Star Game - 2023 Teilnahme am NHL All-Star Game - 2024 Teilnahme am NHL All-Star Game |

### International
| - 2014 Silbermedaille bei der World U-17 Hockey Challenge - 2014 Topscorer der World U-17 Hockey Challenge - 2014 Bester Vorlagengeber der World U-17 Hockey Challenge - 2014 All-Star-Team der World U-17 Hockey Challenge - 2015 Goldmedaille bei der U18-Junioren-Weltmeisterschaft - 2016 Bronzemedaille bei der U18-Junioren-Weltmeisterschaft | - 2016 Bester Vorlagengeber der U18-Junioren-Weltmeisterschaft - 2016 Wertvollster Spieler der U18-Junioren-Weltmeisterschaft - 2016 All-Star-Team der U18-Junioren-Weltmeisterschaft - 2017 Goldmedaille bei der U20-Junioren-Weltmeisterschaft - 2017 All-Star-Team der U20-Junioren-Weltmeisterschaft - 2025 Goldmedaille bei der Weltmeisterschaft |

## Karrierestatistik
Stand: Ende der Saison 2024/25

### International
Vertrat die USA bei:
| - World U-17 Hockey Challenge November 2014 - U18-Junioren-Weltmeisterschaft 2015 - U18-Junioren-Weltmeisterschaft 2016 | - U20-Junioren-Weltmeisterschaft 2017 - Weltmeisterschaft 2017 - Weltmeisterschaft 2025 |

(Legende zur Spielerstatistik: Sp oder GP = absolvierte Spiele; T oder G = erzielte Tore; V oder A = erzielte Assists; Pkt oder Pts = erzielte Scorerpunkte; SM oder PIM = erhaltene Strafminuten; +/− = Plus/Minus-Bilanz; PP = erzielte Überzahltore; SH = erzielte Unterzahltore; GW = erzielte Siegtore; 1 Play-downs/Relegation; Kursiv: Statistik nicht vollständig)